# Вулиця Свободи (Конотоп)

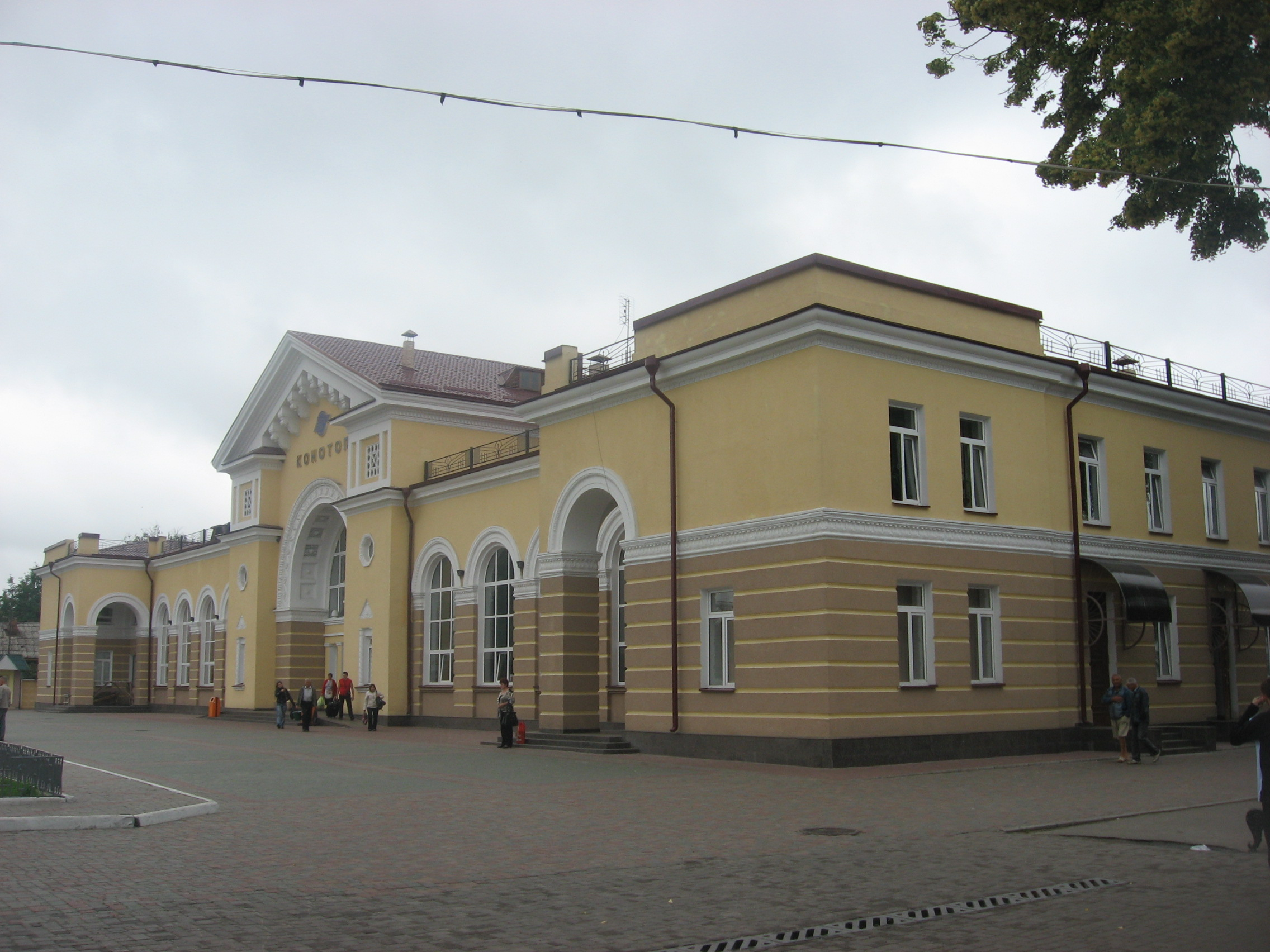
Залізничний вокзал

Вулиця Свободи — вулиця міста Конотоп Сумської області.

## Розташування
Розташована в районі Колієпроводу. Пролягає від перетину з проспектом Миру, вулицею Депутатською та вулицею Богдана Хмельницького до перетину з вулицею Деповською.

## Назва
Назва носить ідеологічне підґрунтя радянської доби та основ ленінізму.

## Заклади й установи
- Залізничний вокзал міста Конотоп

## Історія
Перші згадки про вулицю датуються 28 червня 1929 року. Хоча відомо, що вона існує з другої половини XIX століття.
Перша відома назва — Вокзальна вулиця.
З 1868 року на вулиці розташований Залізничний вокзал.
З 1920-х років — вулиця Свободи..

## Пам'ятки архітектури
За адресою вулиця Свободи, 6 розташована пам'ятка архітектури будівля Школи № 11 (Конотоп) (1954-1956 роки).
Житловий будинок за адресою вулиця Свободи, 11 (1954 рік) є пам'яткою архітектури.
За адресою вулиця Свободи, 23 розташована пам'ятка архітектури Залізничний вокзал станції «Конотоп» (1953 рік).
Житловий будинок залізничників за адресою вулиця Свободи, 35 (1913 рік) є пам'яткою архітектури.